# بورقای
بورقای  یک قصبه در جمهوری خلق چین است که در شهرستان خودمختار یانچی هوئی واقع شده‌است. قصبهٔ بورقای ۵٬۹۶۴ نفر جمعیت دارد و ۱٬۰۵۹ متر بالاتر از سطح دریا واقع شده‌است.